# برش‌نگاری نانو
برش‌نگاری نانو (به انگلیسی: Nanotomography) نوعی از برش‌نگاری است که همانند دیگر روشهای آن یعنی توموگرافی و میکرو سی‌تی از اشعه ایکس برای ایجاد تصویری از مقطع عرضی یک شئ سه بعدی است که می‌تواند برای بازسازی آن بدون آنکه تخریب شود مورد استفاده قرار گیرد. استفاده از عنوان نانو در این روش به دلیل مقیاس کوچک برش عرضی ایجاد شده در فرایند برش‌نگاری می‌باشد.
اگر چه تحقیقات زیادی برای ایجاد نانو CT اسکنر انجام شده‌است ولی در حال حاضر تعداد کمی از این فناوری به مرحله تجاری رسیده‌اند. دستگاهی که از این فناوری استفاده می‌کند SkyScan-2011 نام دارد که دارای طیف وسیعی از حدود ۱۵۰ تا ۲۵۰ نانومتر در هر پیکسل با رزولوشن ۴۰۰ نانومتر و یک میدان دید ۲۰۰ میکرومتری است.